# 綠鯖鰺
綠鯖鰺（学名：Chloroscombrus chrysurus），为輻鰭魚綱鱸形目鱸亞目鰺科鯖鰺屬下的一个种，屬於熱帶海水魚，分布於大西洋區，西大西洋部分，從美國麻州至佛羅里達州、墨西哥灣、加勒比海至烏拉圭；東大西洋部分，從西班牙至安哥拉海域，深度0-110公尺，體呈卵形且側扁，鼻子非常短，其尖端鈍，上頜幾乎延伸到眼前緣，背鰭2個，背鰭硬棘9枚；背鰭軟條25-28枚；臀鰭硬棘3枚；臀鰭軟條25-28枚，尾鰭叉形，尾鰭上葉長於下葉，體色為金屬藍，腹部銀白色，尾柄部及鰓蓋上緣各有一黑色斑點，體長可達65公分，成魚主要棲息在大陸棚沙泥底質海域，幼魚則出現在沿海潟湖及河口區，屬肉食性，以頭足類、魚類、浮游生物及有機碎屑為食，可做為食用魚，通常以生鮮或醃漬販售。

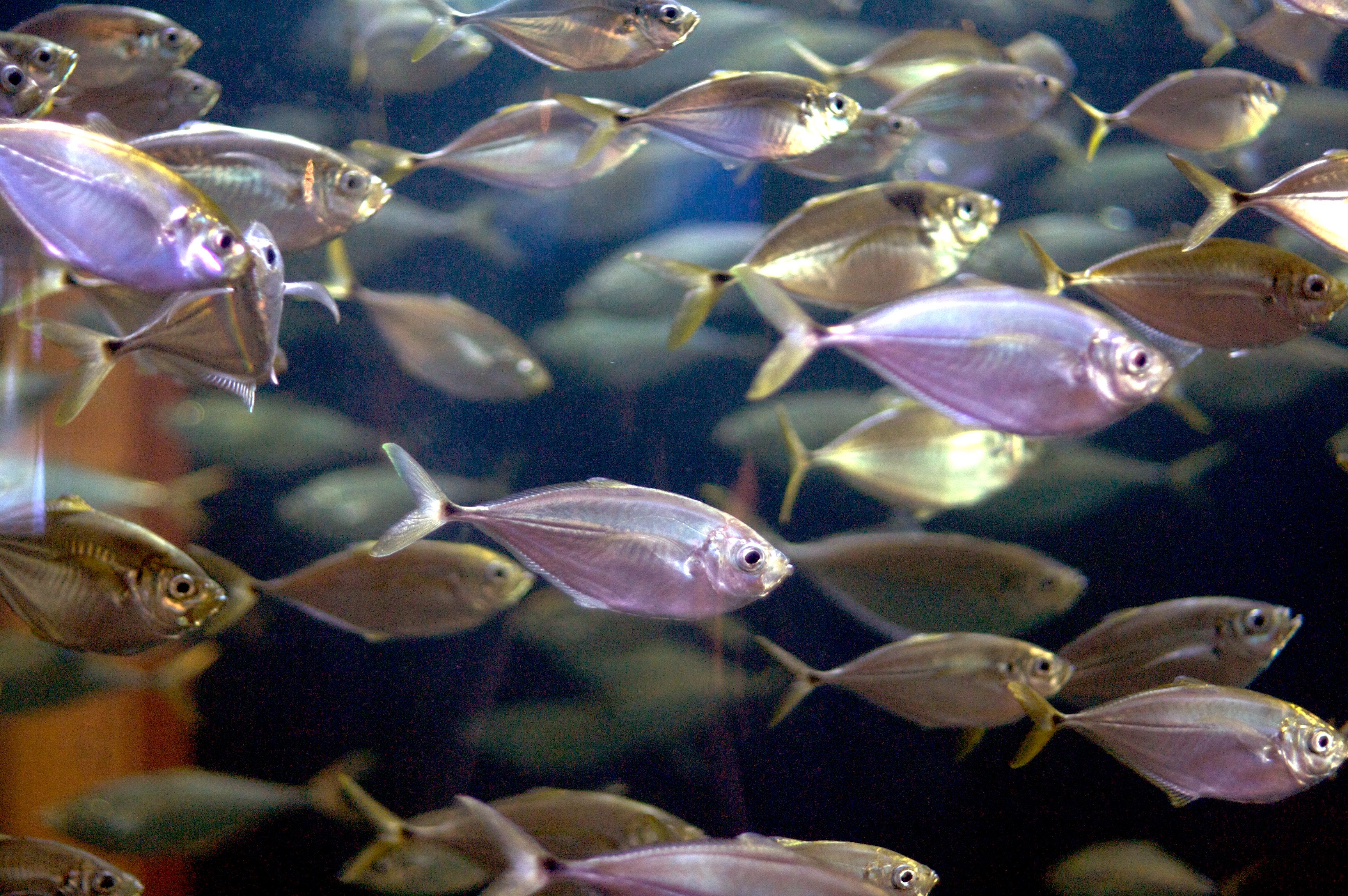
成群在水族館優游的綠鯖鰺